# Alfons Klein (Verwaltungsbeamter)

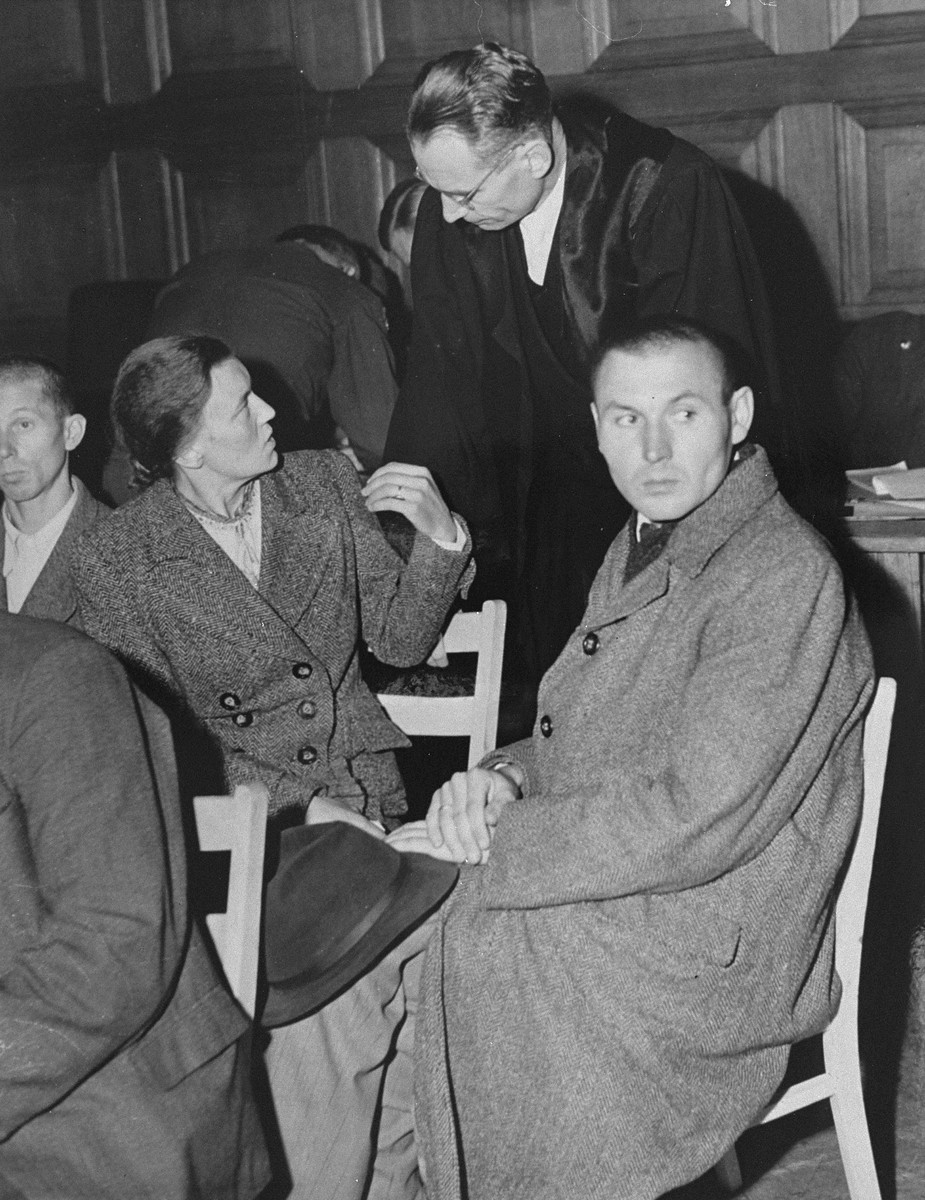
Beim Hadamar-Prozess in Wiesbaden, 9. Oktober 1945

Alfons Klein (* 8. Juni 1909 in Frickhofen; † 14. März 1946 in Bruchsal) war ein deutscher Beamter, der an der Aktion T4 sowie der darauf folgenden dezentralen Euthanasie in der Tötungsanstalt Hadamar beteiligt war. 
Klein war gelernter Molkereigehilfe. Zum 1. Oktober 1930 trat er der NSDAP (Mitgliedsnummer 318.283) und im selben Jahr der SA bei. Im Jahr 1934 war er in der Verwaltung der Landesheilanstalt Hadamar beschäftigt. Als 1939 der Leiter, Landesoberinspektor Fritz K., als Reserveoffizier zur Wehrmacht einberufen wurde, übernahm Klein als „Alter Kämpfer“ und protegiert vom Bezirksdezernenten Fritz Bernotat die Verwaltungsleitung und faktisch auch die Gesamtleitung, da der bisherige ärztliche Leiter ebenfalls einberufen wurde. In der zweiten Phase der Krankenmorde in der Zeit des Nationalsozialismus stieg Klein im Jahr 1942 zum Verwaltungsleiter der Anstalt auf und war damit Hauptorganisator der Morde, die durch Verhungern, Tabletten oder Spritzen erfolgten. 
Im Frühjahr 1945 tauchte Klein unter dem Namen Klan unter. Nach seiner Verhaftung wurde er vor dem amerikanischen Militärtribunal in Wiesbaden im Hadamar-Prozess wegen der Ermordung von polnischen und sowjetischen Zwangsarbeitern angeklagt. Am 15. Oktober 1945 wurde Klein zum Tode verurteilt. Das Urteil wurde am 14. März 1946 in der Justizvollzugsanstalt Bruchsal vollstreckt.
Alliierte Militärgerichte verfolgten ausschließlich Taten, die an ihren eigenen Bürgern und denen ihrer verbündeten Staaten begangen worden waren.